# Jan Marcell
Jan Marcell (né le 4 juin 1985 à Brno) est un athlète tchèque, spécialiste du lancer du poids et du disque.
Son meilleur lancer au poids est de 20,76 m à Olomouc le 8 mai 2011 tandis qu'au disque, il a lancé à 66,00 m dans sa ville natale le 23 avril 2011.
Il est finaliste des Championnats d'Europe 2014 à Zurich pour le lancer de poids.